# Giacomo Serpotta
Giacomo Serpotta (Palermo, 10 de marzo de 1656 - Palermo, 27 de febrero de 1732) fue un escultor y decorador italiano.
Es casi seguro que se formó en Roma. En 1682 estaba, sin duda en Palermo para la ejecución de la estatua ecuestre del rey Carlos II. Empezó con el Oratorio de San Fidelio (1678) su larga carrera como decorado al estuco interior de los edificios sagrados en la ciudad de Palermo, que vivió bajo los Borbones un florecimiento de las artes, gracias a su mecenazgo. Entre sus obras de decoración hay que clasificar a los oratorios de Santa Cita, en el Rosario del San Domenico, el de San Lorenzo en la iglesia de San Francisco de Asís. Serpotta trabajó mucho en Alcamo, donde se pueden admirar numerosas y magníficas obras repartidas entre la Iglesia del Santo Crucifijo (llamado Badia Nuova) y la Iglesia de los Santos Cosme y Damián (conocido como el monasterio de las Clarisas).

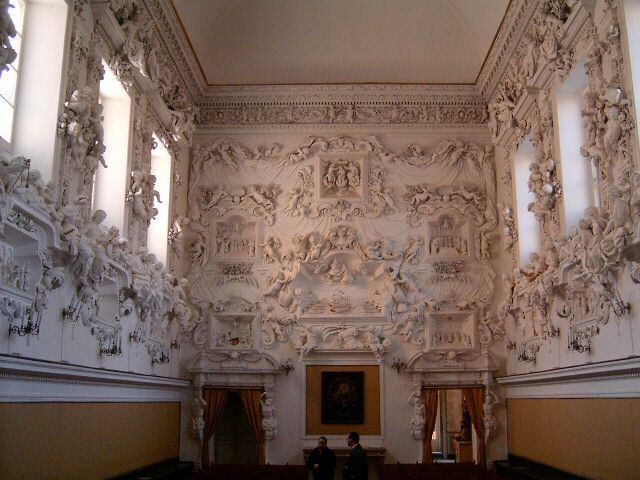
Oratorio del Rosario de Santa Cita. (Palermo)

La personalidad de Serpotta muy por encima de los, si bien importantes, artistas sicilianos de su tiempo, sus relieves, que se expanden en las paredes de los edificios, tales como ramas sinuosas y sensuales, que refleja en parte los motivos de la escultura barroca, pero interpretándose de una manera muy personal y con un gusto inusual que era claramente un preludio al estilo rococó. Sus famosos «teatrini», los nichos reales de gran profundidad y alta complejidad, y que representan un genio innovador que cambió la faz de la decoración del estuco en el período barroco innovador. Son un ejemplo las del Oratorio del Santo Rosario en Santa Cita, donde los misterios se volvieron alegres y tristes, igual que la extraordinaria aunque mutilada por el robo y el vandalismo, del Oratorio de San Lorenzo, la concentración de la bóveda en la vida de los santos Francisco y Lorenzo.